# Jolanta Piekarska
Jolanta Agnieszka Piekarska – polska lekarka weterynarii, doktor habilitowany nauk weterynaryjnych, profesor na Uniwersytecie Przyrodniczym we Wrocławiu, specjalistka od parazytologii.

## Kariera naukowa
W 1991 roku na Akademii Rolniczej we Wrocławiu uzyskała tytuł lekarza weterynarii. W 2001 roku na Wydziale Medycyny Weterynaryjnej tej samej uczelni uzyskała stopień doktora nauk weterynaryjnych na podstawie rozprawy pt. Wpływ wybranych związków immunotropowych na zmiany immunopatologiczne w przebiegu doświadczalnej włośnicy u myszy, której promotorem była Krystyna Karmańska. W 2002 roku została zatrudniona na tejże uczelni, a w 2014 roku uzyskała na niej stopień doktora habilitowanego nauk weterynaryjnych na podstawie pracy pt. Wpływ immunomodulacji na apoptozę i nekrozę w przebiegu doświadczalnej włośnicy u myszy.